# Martin Scorsese
Martin Scorsese (New York, New York, 1942. november 17. –) Oscar-díjas olasz-amerikai filmrendező, a modern filmművészet egyik legelismertebb alkotója. Több mint 50 éves karrierje során alkotásai gyakran visszatérnek az olasz-amerikai társadalmi identitáshoz és a római katolicizmus erkölcsi kérdéseihez, mint a bűn, bűnhődés, bosszú, hit, szervezett bűnözés, társadalmi egyenlőtlenségek. Művészetét már számos kitüntetéssel és elismeréssel jutalmazták.
Az egyetemes filmművészetért nemcsak alkotásaival, hanem szervezeteivel is hozzájárult: 1990-ben megalapította a The Film Foundation nonprofit szervezetet, majd 2007-ben a World Cinema Foundation-t. Az amerikai kultúrához való hozzájárulásáért AFI életműdíjjal tüntették ki. Ezen felül Oscar-, Arany Pálma-, Cannesi Legjobb Rendezés-, Silver Lion-, Grammy-, Emmy-, Golden Globes-, BAFTA-, és Amerikai Rendezők Céhének díjával kitüntetett.

## Élete

### Kezdetek
1942, november 17-én született a New York-i Queens-ben. Súlyos asztmája miatt nem játszhatott a környékbeli gyerekekkel, így gyermekkori évei nagy részét a moziban töltötte. A munkásosztályból származó szüleivel, Charlesszal és Catherine-nal New York Little Italy részébe költözött, ahol többnyire szicíliaiak laktak. A katolikus nevelésben részesült Martin eredetileg papnak készült, de rájött, hogy az ő igazi hivatása a mozi. Beiratkozott a New York Egyetemre, ahol 1964-ben diplomázott angol, majd két év múlva a filmes szakon. 1963-ban készítette első filmjét, egy 9 perces rövidfilmet, aminek címe Mit keres egy ilyen szép lány, egy olyan helyen mint ez? volt. Majd 1969-ben megrendezte első nagyjátékfilmjét a Ki kopog az ajtómon címen. A főszerepet Harvey Keitel játszotta, aki később állandó alkotótársa lett. Scorsese tanított az egyetemen, tanítványai közé tartozott Oliver Stone is.

### 70-es évek
A hetvenes években Hollywoodba ment, ahol vágóként dolgozott, és Roger Corman producer vette szárnyai alá. Martin az American International Pictures részére készítette el első nagyjátékfilmjét Boxcar Bertha címen, ami még nem volt méltó a tehetségéhez. Az Aljas utcák azonban már meghozta számára a várva várt sikert. Az önéletrajzi ihletésű filmben népszerű zenéket alkalmazott és egyedi stílustechnikát. A filmben Keitel mellett feltűnt egy fiatal tehetség, Robert De Niro is. Arizonában kezdett hozzá az Alice már nem lakik itt című film forgatásához, 1974-ben. A főszerep Ellen Burstynnek meghozta a legjobb színésznő Oscar-díját. Az 1974-ben készített Italianamerican dokumentumfilmjében feltűntek a szülei is, ez Scorsese kedvenc darabja. Ez évben elkészítette a Taxisofőr című filmjét, Robert De Niróval a főszerepben. Hatalmas kasszasikert értek el vele és négy Oscar-díj jelölés mellett az 1976-os cannes-i filmfesztivál Arany Pálmáját is hazavitte. Ugyanebben az évben megszületett Domenica Cameron Scorsese nevű leánya Julia Camerontól. 1977-ben az első nagy költségvetésű, New York, New York című filmben Liza Minnellit szerepeltette De Niro oldalán. A film ugyan a kritikusok körében nagy tetszést aratott, azonban a mozipénztárakban megbukott. Martin szenvedélybetege lett a kokainnak és 1978-ban a sikeres elvonókúra után a második felesége elvált tőle.

### 80-as évek
1980-ban készítette a Dühöngő bika című klasszikussá vált moziját. Robert De Niro ötlete volt, hogy filmet készítsenek a volt középsúlyú bokszbajnok, Jake LaMotta önéletrajzából. A zseniális küzdelmeken túl – fekete fehér hallucinációk villogó vakukkal és brutális ütésekkel, amelyeket Michael Chapman operatőr görkorcsolyán száguldva rögzített – Scorsese számos megható jelenetet mutat. A Dühöngő bika a férfiasságról szól, ami nem kíméli a nőket sem. Robert De Niro, aki 30 kilót hízott a szerep kedvéért megkapta az Oscar-díjat, valamint Telma Schoonmaker is, Martin állandó vágója. 1983-ban a Komédia királya után kezdett neki Krisztus utolsó megkísértése című sokat vitatott filmjének, de csak az előkészítési fázisba jutott anyagi gondok miatt. 1986-ban készítette el A pénz színe című filmjét, amiért Paul Newman megkapta élete első Oscar-díját. 1987-ben elkészíti Michael Jackson Bad című videóklipjét, majd a Pénz színe kasszasikerének köszönhetően megrendezi a három évvel korábban elkezdett Krisztus utolsó megkísértése moziját. A katolikus egyház betiltotta hívei körében, ami csak rásegített a mozipénztárak előtti sorban állásra.

### 90-es évek

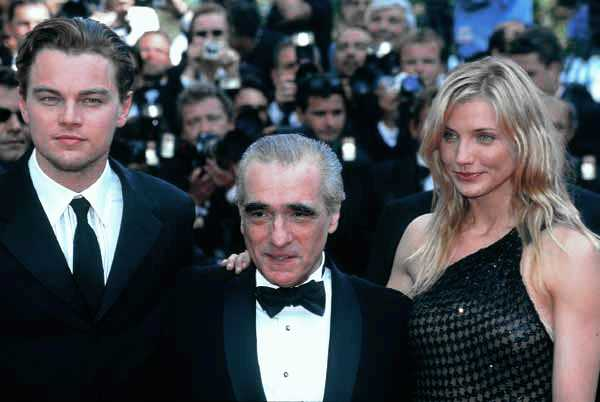
Leonardo DiCaprio, Martin Scorsese és Cameron Diaz Cannes-ban, 2002

A Nagymenőket (1990) A Keresztapa (1972) mellett a legjobb maffiafilmek között tartják számon, ez Joe Pesci számára is meghozta a rég áhított Oscar-díjat. A társíró, Nicholas Pileggi könyvéből építkező film tömérdek bennfentes adata miatt jóval tényszerűbb, mint a mítoszteremtő A Keresztapa. A rettegés foka remake és Az ártatlanság kora kosztümös darabja után elkészíti 1995-ben a Casino című filmjét, ami egyes kritikusok szerint valójában a Nagymenők remake-je. Scorsese a Nagymenők főszereplőivel és forgatókönyvírójával kerül itt újra össze. A Casino a Las Vegas-i gengszterek életéről szól a hetvenes években, amikor a maffia irányította a játékvárost. A háromórás filmben Scorsese minden stílusjegye felismerhető – bensőséges környezetfestés, hosszú jelenetek, slágerekkel teli filmzene. 1997-ben megkapja az Amerikai Filmintézet Életműdíját.

### 2000-es évek
A 2002-es, New York bandái című 100 millió dolláros költségvetésű mozi, Scorsese addigi legdrágább filmje 10 Oscar-jelölést jelentett, de egyetlen díjat sem kapott meg. Martint az Aviátorért újra jelölték a legjobb rendező díjára, de alulmaradt Clint Eastwooddal szemben a 2005-ös gálán. Két évvel később a két legendás filmes ismét megmérkőzött: ezúttal Scorsese vihette haza az aranyszobrocskát A tégla rendezéséért. Az elismerés 25 évet váratott magára.

### 2010-es évek
2010-ben mutatták be a Leonardo DiCaprio főszereplésével készült Viharsziget című filmjét. Két évvel később A leleményes Hugo (2011) című alkotásával elnyerte a legjobb rendezőknek járó Golden Globe-díjat.
2014-ben Oscar-díjra jelölték a legjobb rendező kategóriában A Wall Street farkasa című filmjéért, amely a legjobb film díjáért indult.
2015-ben a lyoni székhelyű Lumière Intézet „a filmművészet Nobel-díjaként” is emlegetett Lumière-díjjal tüntette ki „munkássága egészéért, illetve a filmtörténethez való kimagasló hozzájárulásáért”.

## Rendezői filmográfia

### Nagyjátékfilmek
| Év   | Magyar cím                     | Eredeti cím                     | Feladatkör | Feladatkör  | Feladatkör  | Megjegyzések                               |
| Év   | Magyar cím                     | Eredeti cím                     | Rendező    | Író         | Producer    | Megjegyzések                               |
| ---- | ------------------------------ | ------------------------------- | ---------- | ----------- | ----------- | ------------------------------------------ |
| 1967 | Ki kopog az ajtómon?           | Who's That Knocking at My Door  | Igen       | Igen        | Nem         |                                            |
| 1969 |                                | Bezeten, Het Gat in de Muur     | Nem        | Igen        | Nem         | társíró: Wim Verstappen és Pim de la Parra |
| 1972 | Boxcar Bertha – A lázadók ökle | Boxcar Bertha                   | Igen       | Nem         | Nem         |                                            |
| 1973 | Aljas utcák                    | Mean Streets                    | Igen       | Igen        | Nem         | társíró: Mardik Martin                     |
| 1974 | Alice már nem lakik itt        | Alice Doesn't Live Here Anymore | Igen       | Nem         | Nem         |                                            |
| 1976 | Taxisofőr                      | Taxi Driver                     | Igen       | Nem         | Nem         |                                            |
| 1977 | New York, New York             | New York, New York              | Igen       | Nem         | Nem         |                                            |
| 1980 | Dühöngő bika                   | Raging Bull                     | Igen       | Részlegesen | Nem         | forgatókönyvíróként nincs feltüntetve      |
| 1982 | A komédia királya              | The King of Comedy              | Igen       | Nem         | Nem         |                                            |
| 1985 | Lidérces órák                  | After Hours                     | Igen       | Nem         | Nem         |                                            |
| 1986 | A pénz színe                   | The Color of Money              | Igen       | Nem         | Nem         |                                            |
| 1988 | Krisztus utolsó megkísértése   | The Last Temptation of Christ   | Igen       | Részlegesen | Nem         | forgatókönyv átírása (nincs feltüntetve)   |
| 1990 | Nagymenők                      | Goodfellas                      | Igen       | Igen        | Nem         | társíró: Nicholas Pileggi                  |
| 1991 | Cape Fear – A rettegés foka    | Cape Fear                       | Igen       | Nem         | Nem         |                                            |
| 1993 | Az ártatlanság kora            | The Age of Innocence            | Igen       | Igen        | Nem         | társíró: Jay Cocks                         |
| 1995 | Casino                         | Casino                          | Igen       | Igen        | Nem         | társíró: Nicholas Pileggi                  |
| 1997 | Kundun                         | Kundun                          | Igen       | Nem         | Nem         |                                            |
| 1999 | A holtak útja                  | Bringing Out the Dead           | Igen       | Nem         | Nem         |                                            |
| 2002 | New York bandái                | Gangs of New York               | Igen       | Nem         | Nem         |                                            |
| 2004 | Aviátor                        | The Aviator                     | Igen       | Nem         | Részlegesen | producerként nincs feltüntetve             |
| 2006 | A tégla                        | The Departed                    | Igen       | Nem         | Nem         |                                            |
| 2010 | Viharsziget                    | Shutter Island                  | Igen       | Nem         | Igen        |                                            |
| 2011 | A leleményes Hugo              | Hugo                            | Igen       | Nem         | Igen        |                                            |
| 2013 | A Wall Street farkasa          | The Wolf of Wall Street         | Igen       | Nem         | Igen        |                                            |
| 2016 | Némaság                        | Silence                         | Igen       | Igen        | Igen        | társíró: Jay Cocks                         |
| 2019 | Az ír                          | The Irishman                    | Igen       | Nem         | Igen        |                                            |
| 2023 | Megfojtott virágok             | Killers of the Flower Moon      | Igen       | Igen        | Igen        | társíró: Eric Roth                         |

## Válogatott filmjei producerként
- Vérmesék (2013)
- Az ifjú Viktória királynő (2009)
- A szerelem hangja (1996)
- Nepperek (1995)
- Veszett kutya és Glória (1993)
- Svindlerek (1990)

## Válogatott filmjei színészként
- Cápamese (hang) (2004)
- Quiz Show (1994)
- Álmok (1990)
- Round Midnight (1986)

## Fontosabb díjai és jelölései[13]
| Díj                | Év   | Kategória                                                         | Film                                          | Eredmény |
| ------------------ | ---- | ----------------------------------------------------------------- | --------------------------------------------- | -------- |
| BAFTA-díj          | 2024 | Legjobb film                                                      | Megfojtott virágok                            | Jelölve  |
| BAFTA-díj          | 2020 | Legjobb rendező                                                   | Az ír                                         | Jelölve  |
| BAFTA-díj          | 2020 | Legjobb film                                                      | Az ír                                         | Jelölve  |
| BAFTA-díj          | 2014 | Legjobb rendező                                                   | A Wall Street farkasa                         | Jelölve  |
| BAFTA-díj          | 2012 | Legjobb rendező                                                   | A leleményes Hugo                             | Jelölve  |
| BAFTA-díj          | 2012 | Legjobb játékfilm                                                 | A leleményes Hugo                             | Jelölve  |
| BAFTA-díj          | 2012 | Legjobb dokumentumfilm                                            | George Harrison: Living in the Material World | Jelölve  |
| BAFTA-díj          | 2011 | Legjobb nemzetközi film                                           | Boardwalk Empire                              | Jelölve  |
| BAFTA-díj          | 2007 | Legjobb rendező                                                   | A tégla                                       | Jelölve  |
| BAFTA-díj          | 2005 | Legjobb rendező                                                   | Aviátor                                       | Jelölve  |
| BAFTA-díj          | 2005 | Legjobb rendező                                                   | New York bandái                               | Jelölve  |
| BAFTA-díj          | 1991 | Legjobb adaptált forgatókönyv                                     | Nagymenők                                     | Elnyerte |
| BAFTA-díj          | 1991 | Legjobb rendező                                                   | Nagymenők                                     | Elnyerte |
| BAFTA-díj          | 1991 | Legjobb film                                                      | Nagymenők                                     | Elnyerte |
| BAFTA-díj          | 1984 | Legjobb rendező                                                   | A komédia királya                             | Jelölve  |
| BAFTA-díj          | 1977 | Legjobb rendező                                                   | Taxisofőr                                     | Jelölve  |
| BAFTA-díj          | 1976 | Legjobb rendező                                                   | Alice már nem lakik itt                       | Jelölve  |
| Oscar-díj          | 2024 | Legjobb rendező                                                   | Megfojtott virágok                            | Jelölve  |
| Oscar-díj          | 2024 | Oscar-díj a legjobb filmnek                                       | Megfojtott virágok                            | Jelölve  |
| Oscar-díj          | 2020 | Legjobb rendező                                                   | Az ír                                         | Jelölve  |
| Oscar-díj          | 2020 | Oscar-díj a legjobb filmnek                                       | Az ír                                         | Jelölve  |
| Oscar-díj          | 2014 | Legjobb rendező                                                   | A Wall Street farkasa                         | Jelölve  |
| Oscar-díj          | 2014 | Oscar-díj a legjobb filmnek                                       | A Wall Street farkasa                         | Jelölve  |
| Oscar-díj          | 2012 | Legjobb rendező                                                   | A leleményes Hugo                             | Jelölve  |
| Oscar-díj          | 2012 | Oscar-díj a legjobb filmnek                                       | A leleményes Hugo                             | Jelölve  |
| Oscar-díj          | 2007 | Legjobb rendező                                                   | A tégla                                       | Elnyerte |
| Oscar-díj          | 2005 | Legjobb rendező                                                   | Aviátor                                       | Jelölve  |
| Oscar-díj          | 2002 | Legjobb rendező                                                   | New York bandái                               | Jelölve  |
| Oscar-díj          | 1994 | Legjobb adaptált forgatókönyv                                     | Az ártatlanság kora                           | Jelölve  |
| Oscar-díj          | 1991 | Legjobb rendező                                                   | Nagymenők                                     | Jelölve  |
| Oscar-díj          | 1991 | Legjobb adaptált forgatókönyv                                     | Nagymenők                                     | Jelölve  |
| Oscar-díj          | 1989 | Legjobb rendező                                                   | Krisztus utolsó megkísértése                  | Jelölve  |
| Oscar-díj          | 1981 | Legjobb rendező                                                   | Dühöngő bika                                  | Jelölve  |
| Primetime Emmy-díj | 2025 | Legjobb vendégszínész (vígjátéksorozat)                           | The Studio                                    | Jelölve  |
| Primetime Emmy-díj | 2021 | Legjobb dokumentum- vagy ismeretterjesztő sorozat                 | Mintha egy városban lennél                    | Jelölve  |
| Primetime Emmy-díj | 2012 | Legjobb dokumentumfilm-sorozat rendező                            | George Harrison: Living in the Material World | Elnyerte |
| Primetime Emmy-díj | 2012 | Legjobb dokumentum- vagy ismeretterjesztő sorozat                 | George Harrison: Living in the Material World | Elnyerte |
| Primetime Emmy-díj | 2012 | Legjobb drámasorozat                                              | Broadwalk empire                              | Jelölve  |
| Primetime Emmy-díj | 2011 | Legjobb rendező (drámasorozat)                                    | Broadwalk empire                              | Elnyerte |
| Primetime Emmy-díj | 2011 | Legjobb drámasorozat                                              | Broadwalk empire                              | Jelölve  |
| Primetime Emmy-díj | 2011 | Legjobb dokumentumfilm-sorozat rendező                            | Levél Elia-nak                                | Jelölve  |
| Primetime Emmy-díj | 2006 | Legjobb dokumentumfilm-sorozat rendező                            | A Bob Dylan-dosszié                           | Jelölve  |
| Primetime Emmy-díj | 2006 | Legjobb dokumentum- vagy ismeretterjesztő sorozat                 | Amerikai mesterek                             | Jelölve  |
| Primetime Emmy-díj | 2004 | Kiemelkedő többkamerás vágás - minisorozat, film vagy különkiadás | A Tribute to Robert De Niro                   | Jelölve  |
| Primetime Emmy-díj | 2004 | Legjobb dokumentum- vagy ismeretterjesztő sorozat                 | The Soul Of A Man                             | Jelölve  |
| Primetime Emmy-díj | 1995 | Legjobb kulturális sorozat                                        | Nothing but the Blues                         | Jelölve  |
| Golden Globe-díj   | 2024 | Legjobb forgatókönyv                                              | Megfojtott virágok                            | Jelölve  |
| Golden Globe-díj   | 2024 | Legjobb filmrendező                                               | Megfojtott virágok                            | Jelölve  |
| Golden Globe-díj   | 2020 | Legjobb filmrendező                                               | Az ír                                         | Jelölve  |
| Golden Globe-díj   | 2012 | Legjobb filmrendező                                               | A leleményes Hugo                             | Elnyerte |
| Golden Globe-díj   | 2007 | Legjobb filmrendező                                               | A tégla                                       | Elnyerte |
| Golden Globe-díj   | 2005 | Legjobb filmrendező                                               | Aviátor                                       | Jelölve  |
| Golden Globe-díj   | 2003 | Legjobb filmrendező                                               | New York bandái                               | Elnyerte |
| Golden Globe-díj   | 1996 | Legjobb filmrendező                                               | Casino                                        | Jelölve  |
| Golden Globe-díj   | 1994 | Legjobb filmrendező                                               | Az ártatlanság kora                           | Jelölve  |
| Golden Globe-díj   | 1991 | Legjobb forgatókönyv                                              | Nagymenők                                     | Jelölve  |
| Golden Globe-díj   | 1991 | Legjobb filmrendező                                               | Nagymenők                                     | Jelölve  |
| Golden Globe-díj   | 1981 | Legjobb filmrendező                                               | Dühöngő bika                                  | Jelölve  |

## Egyéb díjai és jelölései[13]
| Díj                                  | Év   | Kategória                               | Film                                                  | Eredmény |
| ------------------------------------ | ---- | --------------------------------------- | ----------------------------------------------------- | -------- |
| Grammy-díj                           | 2006 | Legjobb eredeti filmzene                | A Bob Dylan-dosszié                                   | Elnyerte |
| Grammy-díj                           | 2005 | Legjobb eredeti filmzene                | Martin Scorsese Presents the Blues: A Musical Journey | Jelölve  |
| Grammy-díj                           | 2004 | Llegjobb vizuális média számára írt dal | New York bandái                                       | Jelölve  |
| Amerikai Rendezők Céhének díja       | 2019 | Kiváló rendezés – játékfilm             | Az ír                                                 | Jelölve  |
| Amerikai Rendezők Céhének díja       | 2013 | Kiváló rendezés – játékfilm             | A Wall Street farkasa                                 | Jelölve  |
| Amerikai Rendezők Céhének díja       | 2011 | Kiváló rendezés – játékfilm             | A leleményes Hugo                                     | Jelölve  |
| Amerikai Rendezők Céhének díja       | 2011 | Kiváló rendezés – dokumentumfilm        | George Harrison: Living in the Material World         | Jelölve  |
| Amerikai Rendezők Céhének díja       | 2010 | Kiváló rendezés – drámasorozat          | Boardwalk Empire                                      | Elnyerte |
| Amerikai Rendezők Céhének díja       | 2006 | Kiváló rendezés – játékfilm             | A tégla                                               | Elnyerte |
| Amerikai Rendezők Céhének díja       | 2004 | Kiváló rendezés – játékfilm             | Aviátor                                               | Jelölve  |
| Amerikai Rendezők Céhének díja       | 2002 | Kiváló rendezés – játékfilm             | New York bandái                                       | Jelölve  |
| Amerikai Rendezők Céhének díja       | 1993 | Kiváló rendezés – játékfilm             | Az ártatlanság kora                                   | Jelölve  |
| Amerikai Rendezők Céhének díja       | 1990 | Kiváló rendezés – játékfilm             | Nagymenők                                             | Jelölve  |
| Amerikai Rendezők Céhének díja       | 1980 | Kiváló rendezés – játékfilm             | Dühöngő bika                                          | Jelölve  |
| Amerikai Rendezők Céhének díja       | 1976 | Kiváló rendezés – játékfilm             | Taxisofőr                                             | Jelölve  |
| Amerikai Filmintézet                 | 1997 | AFI életműdíj                           | Lifetime Achievement                                  | Elnyerte |
| Melbourne-i Nemzetközi Filmfesztivál | 2000 | Legjobb dokumentumfilm                  | Itáliai utazásom                                      | Elnyerte |